# Hussajn Oueini
Hussajn Oueini (arab. حسين العويني, ur. 1900, zm. 1971) – libański polityk, dwukrotny premier Libanu (1951, 1964–1965).
Oueini pełnił również funkcję ministra finansów, ekonomii, sprawiedliwości oraz spraw zagranicznych.